# Baldersgatan, Göteborg
För andra gator med samma namn, se även Baldersgatan.
Baldersgatan är en gata i stadsdelen Stampen i Göteborg. Gatan är uppkallad efter guden Balder i nordisk mytologi och fick sitt namn 1895.